# توت بارز
توت بارز (الاسم العلمي:Morus notabilis ) هي نوع نباتي يتبع جنس التوت من الفصيلة التوتية.  